# Vivian Ólafsdóttir
Vivian Didriksen Ólafsdóttir (* 1984 in Tórshavn, Färöer) ist eine isländische Schauspielerin.

## Biografie
Vivian wurde in Tórshavn als Tochter eines isländischen Vaters und einer in Island geborenen färöischen Mutter geboren. Als sie drei Jahre alt war, zog die Familie zurück nach Island. Ihr Debüt gab sie 2019 in der Serie Trapped – Gefangen in Island. Anschließend war sie 2021 in dem Film Cop Secret zu sehen.
Im selben Jahr trat sie in Vegferð auf. Außerdem setzte sie ihre Karriere in Svörtu Sandar fort. Danach wurde sie für den Film It Hatched gecastet. Unter anderem spielte sie 2022 in Allra síðasta veiðiferðin mit. 2023 bekam Vivian in dem Film Gletschergrab die Hauptrolle.

## Filmografie (Auswahl)
Filme
- 2019: Echo
- 2020: Síðasta veiðiferðin
- 2021: Cop Secret
- 2021: It Hatched
- 2022: Allra síðasta veiðiferðin
- 2023: Gletschergrab
- 2025: Der letzte Takt (Fullt hús)

Serien
- 2019: Trapped – Gefangen in Island
- 2019: Venjulegt fólk
- 2021: Vegferð
- 2021: Svörtu Sandar
- 2022: Vitjanir
- 2023: Descendants (Miniserie)